# Тихое (Крым)
Ти́хое (до 1948 года Баи́м, ранее Бай-Чонгурчи́; укр. Тихе, крымскотат. Bayım, Байым) — исчезнувший посёлок в Черноморском районе Республики Крым, располагавшееся на северо-востоке района, в степной части Крыма, примерно в 3,7 километра северо-западнее современного села Задорное.

## Население
| - 1806 год — 163 чел. - 1864 год — 64 чел. - 1889 год — 127 чел. - 1892 год — 109 чел. | - 1900 год — 157 чел. - 1915 год — 171/0 чел. - 1926 год — 145 чел. - 1939 год — 200 чел. |

## История
Первое документальное упоминание села встречается в Камеральном Описании Крыма… 1784 года, судя по которому, в последний период Крымского ханства Чоюнчи входил в Шейхелский кадылык Козловского каймаканства.
После присоединения Крыма к России (8) 19 апреля 1783 года, (8) 19 февраля 1784 года, именным указом Екатерины II сенату, на территории бывшего Крымского ханства была образована Таврическая область и деревня была приписана к Евпаторийскому уезду. После павловских реформ, с 1796 по 1802 год входила в Акмечетский уезд Новороссийской губернии. По новому административному делению, после создания 8 (20) октября 1802 года Таврической губернии, Баим-Чоргунчи был включён в состав Яшпетской волости Евпаторийского уезда.
По Ведомости о волостях и селениях, в Евпаторийском уезде с показанием числа дворов и душ… от 19 апреля 1806 года, в деревне Баим-Чоргунчи числилось 20 дворов, 144 крымских татарина, 6 цыган и 13 ясыров. На военно-топографической карте генерал-майора Мухина 1817 года деревня Байчургунчу обозначена с 21 двором. После реформы волостного деления 1829 года Байчангурчи, согласно «Ведомости о казённых волостях Таврической губернии 1829 года» остался в составе Яшпетской волости. На карте 1836 года в деревне Баим-Чунгурчи 28 дворов, как и на карте 1842 года.
В 1860-х годах, после земской реформы Александра II, деревню приписали к Курман-Аджинской волости. Согласно «Памятной книжке Таврической губернии за 1867 год», часть населения деревни Баим, в результате эмиграции крымских татар, особенно массовой после Крымской войны 1853—1856 годов, выехала в Турцию, а остальные здесь проживают.
В «Списке населённых мест Таврической губернии по сведениям 1864 года», составленном по результатам VIII ревизии 1864 года, Бай-Эли-Чонгурчи — владельческая татарская деревня, с 13 дворами и 64 жителями при колодцах. По обследованиям профессора А. Н. Козловского 1867 года, вода в колодцах деревни была пресная, а их глубина колебалась от 2 до 10 саженей (от 4 до 20 м). На трехверстовой карте Шуберта 1865—1876 года в деревне Баим-Чунгурчи обозначено 13 дворов. В «Памятной книге Таврической губернии 1889 года», по результатам Х ревизии 1887 года, в деревне Баим числилось 22 двора и 127 жителей. Согласно «…Памятной книжке Таврической губернии на 1892 год», в деревне Баим, входившей в Отузский участок, было 109 жителей в 16 домохозяйствах.
Земская реформа 1890-х годов в Евпаторийском уезде прошла после 1892 года, в результате Баим приписали к Агайской волости.
В «…Памятной книжке Таврической губернии на 1900 год» записаны 2 деревни: Баим-Чонгурчи, в которой жителей не числилось и Баим с 157 жителями в 29 дворах. На 1914 год в селении действовала татарская земская школа. По Статистическому справочнику Таврической губернии. Ч.II-я. Статистический очерк, выпуск пятый Евпаторийский уезд, 1915 год, в деревне Баим Агайской волости Евпаторийского уезда числилось 32 двора с татарским населением в количестве 171 человека приписных жителей, из которых 87 мужчин и 84 женщины. Жители владели 1000 десятинами удобной земли. В хозяйствах имелось 204 лошади, 24 вола, 13 коров и 700 голов мелкого скота.
После установления в Крыму Советской власти, по постановлению Крымревкома от 8 января 1921 года № 206 «Об изменении административных границ» была упразднена волостная система и в составе Евпаторийского уезда был образован Бакальский район, в который включили село, а в 1922 году уезды получили название округов. 11 октября 1923 года, согласно постановлению ВЦИК, в административное деление Крымской АССР были внесены изменения, в результате которых округа были отменены, Бакальский район упразднён и село вошло в состав Евпаторийского района. Согласно Списку населённых пунктов Крымской АССР по Всесоюзной переписи 17 декабря 1926 года, в селе Баим, Агайского сельсовета Евпаторийского района, числилось 28 дворов, из них 26 крестьянских, население составляло 145 человек, из них 136 татар, 9 русских, действовала татарская школа. На одноимённом хуторе было 5 дворов, 28 человек (24 украинца, 3 белоруса и 1 русский). Дальнейшая судьба хутора в документах не отражена. Согласно постановлению КрымЦИКа от 30 октября 1930 года «О реорганизации сети районов Крымской АССР», был восстановлен Ак-Мечетский район (по другим данным 15 сентября 1931 года), и село вновь включили в его состав. По данным всесоюзной переписи населения 1939 года в селе проживало 200 человек.
В 1944 году, после освобождения Крыма от фашистов, согласно Постановлению ГКО № 5859 от 11 мая 1944 года, 18 мая крымские татары были депортированы в Среднюю Азию, из Баима выселена 41 семья. С 25 июня 1946 года Баим в составе Крымской области РСФСР. Указом Президиума Верховного Совета РСФСР от 18 мая 1948 года, Баим переименовали в Тихую. С начала 1950-х годов, в ходе второй волны переселения (в свете постановления № ГОКО-6372с «О переселении колхозников в районы Крыма»), в Черноморский район приезжали переселенцы из различных областей Украины. 26 апреля 1954 года Крымская область была передана из состава РСФСР в состав УССР. Время включения в состав Кировского сельсовета пока не установлено: на 15 июня 1960 года посёлок Тихое уже числился в его составе. Ликвидировано в период с 1954 по 1968 годы, как посёлок Кировского сельсовета.